# Афанас Олег Андрійович
Оле́г Андрі́йович Афана́с (нар. 7 жовтня 1991 — 23 квітня 2016) — старший солдат Збройних сил України, учасник російсько-української війни.

## Життєпис
Народився 1991 року в місті Сороки (Молдова), згодом жив і зростав у рідному домі бабусі в селі Христич. 2002 року з мамою і братом переїхав жити у Київ (Солом'янський район), навчався в 12-й ЗОШ. 2009 року поступив до Європейського університету на факультет «Інформаційні системи та комп'ютерні технології»; станом на 2014 рік — студент магістратури.
Пішов добровольцем на фронт слідом за батьком Євгеном Богданом — бійцем «Легіону Свободи», який фронт полишив лише після важкого поранення. З 8 вересня 2014 року — у лавах батальйону УНСО, в складі 54 розвідувального батальйону, рішення з родиною не обговорював. За власні кошти придбав екіпірування, перш ніж стати добровольцем. Проходив перші 2 місяці тренувань та навчання на Новоград-Волинському полігоні.
У жовтні 2014-го вступає до лав 81-ї окремої аеромобільної десантно-штурмової бригади, снайпер 1-го відділення 2-го взводу розвідувальної роти, старший солдат 90-го батальйону. Проходив активну підготовку, з 12 січня 2015 року брав безпосередню участь в обороні Донецького аеропорту.
Співслужбовці оповідали, що доводилося тижнями сидіти в тилу ворога — про них навіть забували в штабі; знищували мінометні розрахунки ворога. Було ліквідовано велику кількість мінних та інженерних загороджень в ході обслідування лісових районів у «сірих зонах» на місцях виконання завдань. Завдяки його корегуванню артилерійські підрозділи ліквідували кілька ворожих опорних пунктів, завдавши непоправних втрат особовому складу противника. 2 атаки дозорних груп було відбито завдяки вдалим діям під командуванням Олега в районі Донецького аеропорту. Групою, якою він керував в тилу противника, було здобуто багато цінної інформації та проведено заходи щодо боротьби з ДРГ противника. Навесні 2016-го проходив навчання в школі снайперів на житомирському полігоні, отримав пропозицію залишитися інструктором; цього часу щовихідних бачився з родиною.
23 квітня 2016 року загинув вранці під час виконання бойового завдання по збору розвідданих в районі Малі Дачі (Авдіївка) — підрив на розтяжці.
Похований на Берковецькому кладовищі Києва.
Без Олега лишилися батьки, брат та наречена.

## Нагороди
- указом Президента України № 258/2016 від 17 червня 2016 року «за особисту мужність і високий професіоналізм, виявлені у захисті державного суверенітету та територіальної цілісності України, вірність військовій присязі» — нагороджений орденом «За мужність» III ступеня (посмертно)[1].

## Вшанування пам'яті
- 21 квітня 2017 року на будівлі київської ЗОШ № 12 відкрито меморіальну дошку Олегу Афанасу.
- 18 січня 2024 року Київська міська рада вулицю Бакуніна перейменувала на вулицю Олега Афанаса.[2]